# Heliophanus pauper
Heliophanus pauper är en spindelart som beskrevs av Wesolowska 1986. Heliophanus pauper ingår i släktet Heliophanus och familjen hoppspindlar. Inga underarter finns listade i Catalogue of Life.